# Domenico Farini
Domenico Farini est un homme politique né le 2 juillet 1834 à Montescudo et mort le 18 janvier 1900 à Rome.

## Biographie
Il est plusieurs fois président de la chambre des députés du royaume d'Italie :
- entre le 27 mars 1878 et le 19 mars 1880
- entre le 26 mai 1880 et le 3 avril 1884

Il est président du sénat entre le 16 novembre 1887 et 15 juillet 1898
Franc-maçon, le 21 juin 1867, pendant l'Assemblée constituante de Naples, dans les locaux de la Loge "Egeria", il est nommé membre du Grand Orient d'Italie.

## Source
- (it) Cet article est partiellement ou en totalité issu de l’article de Wikipédia en italien intitulé « Domenico Farini » (voir la liste des auteurs).